# سیارک ۲۶۷۸
سیارک ۲۶۷۸ (به انگلیسی: 2678 Aavasaksa، نامگذاری:1938DF1) دو هزار و ششصد و هفتاد و هشتمین سیارک کشف شده‌است که در ۲۴ فوریه ۱۹۳۸ کشف شد.
قدر مطلق سیارک برابر ۱۲٫۴۰ است.